# Balyana sculptipennis
Balyana sculptipennis is een keversoort uit de familie bladkevers (Chrysomelidae). De wetenschappelijke naam van de soort werd in 1904 gepubliceerd door Léon Marc Herminie Fairmaire.